# Сатурн (премія, 1976)
3-тя церемонія вручення нагород премії «Сатурн» за заслуги в царині кінофантастики, зокрема в галузі наукової фантастики, фентезі та жахів за фільми 1974 та 1975 року, що відбулася 31 січня 1976 року
Для цієї церемонії було введено вісім нових категорій, у тому числі чотири за акторську гру та найкращу режисуру; всі вони були визначені переможцями з однією особою, проте найкращу чоловічу роль розділили два лауреати.

## Лауреати і номінанти
Нижче наведено повний перелік номінантів і переможців. Лауреати вказані першими та виділені жирним шрифтом.
| Найкращий науково-фантастичний фільм                                                            | Найкращий фільм жахів                                                                        |
| ----------------------------------------------------------------------------------------------- | -------------------------------------------------------------------------------------------- |
| - Роллербол - Хлопець та його пес - Степфордські дружини                                        | - Молодий Франкенштейн - Чорне Різдво - Жук - Привид раю - Шоу жахів Роккі Хоррора - Вампіра |
| Найкращий фентезійний фільм                                                                     | Найкраща стоп-моушн-анімація                                                                 |
| - Док Севідж: Бронзова людина                                                                   | - Джим Данфорт                                                                               |
| Найкращий режисер                                                                               | Найкращий сценарій                                                                           |
| - Мел Брукс — Молодий Франкенштейн                                                              | - Гарлан Еллісон / Іб Мельхіор                                                               |
| Найкращий актор                                                                                 | Найкраща акторка                                                                             |
| - Джеймс Каан — Роллербол за роль Джонатана Е. - Дон Джонсон — Хлопець та його пес за роль Віка | - Кетрін Росс — Степфордські дружини за роль Джоанни Еберхарт                                |
| Найкращий актор другого плану                                                                   | Найкраща акторка другого плану                                                               |
| - Марті Фельдман — Молодий Франкенштейн за роль Ігора                                           | - Айда Лупіно — Пекельний дощ за роль місіс Престон                                          |
| Найкраща реклама                                                                                | Найкраща операторська робота                                                                 |
| - Щелепи                                                                                        | - Дуглас Слокомб — Роллербол                                                                 |
| Найкращий грим                                                                                  | Найкраща музика                                                                              |
| - Вільям Дж. Таттл — Молодий Франкенштейн                                                       | - Міклош Рожа                                                                                |
| Найкраща декорація                                                                              | Найкращі спецефекти                                                                          |
| - Роберт де Вестел та Дейл Геннесі — Молодий Франкенштейн                                       | - Джон Карпентер, Дуглас Кнапп, Ден О'Бенон та Білл Тейлор — Темна зірка                     |
| Особливі нагороди                                                                               |                                                                                              |
| Видатний фільм 1975                                                                             | За досягнення в кар'єрі                                                                      |
| - Щелепи                                                                                        | - Фріц Ланг                                                                                  |